# Caryophyllia alberti
Caryophyllia alberti är en korallart som beskrevs av Zibrowius 1980. Caryophyllia alberti ingår i släktet Caryophyllia och familjen Caryophylliidae. Inga underarter finns listade i Catalogue of Life.